# Premi Turia a la millor actriu revelació
El Premi Turia a la Millor Actriu Revelació és un guardó atorgat anualment per la Cartelera Turia des de 2002, en la gala dels Premis Turia, a la millor actriu revelació. En ella s'honren els assoliments del món de la cultura i l'espectacle.

## Guardonats
| Any  | Actriu                | Pel·lícula                           | Director                |
| ---- | --------------------- | ------------------------------------ | ----------------------- |
| 2018 | Sandra Escacena       | Verónica                             | Paco Plaza              |
| 2017 | -                     | -                                    | -                       |
| 2016 | Olivia Delcán         | Isla Bonita                          | Fernando Colomo         |
| 2015 | Ingrid García-Jonsson | Hermosa juventud                     | Jaime Rosales           |
| 2014 | Natalia de Molina     | Vivir es fácil con los ojos cerrados | David Trueba            |
| 2013 | Marina Comas          | Los niños salvajes                   | Patricia Ferreira       |
| 2012 | -                     | -                                    | -                       |
| 2011 | Natasha Yarovenko     | Habitación en Roma                   | Julio Medem             |
| 2010 | Nausicaa Bonnín       | Tres días con la familia             | Mar Coll                |
| 2009 | Esperanza Pedreño     | Una palabra tuya                     | Ángeles González-Sinde  |
| 2008 | Marian Álvarez        | El millor de mi                      | Roser Aguilar           |
| 2008 | Nadia de Santiago     | Las 13 rosas                         | Emilio Martínez-Lázaro  |
| 2007 | Ivana Baquero         | El laberinto del fauno               | Guillermo del Toro      |
| 2007 | Montse Germán         | Ficció                               | Cesc Gay                |
| 2006 | Isabel Ampudia        | 15 días contigo                      | Jesús Ponce             |
| 2005 | Natalia Millán        | Nubes de verano                      | Felipe Vega             |
| 2005 | Irene Montalá         | Nubes de verano                      | Felipe Vega             |
| 2004 | Marta Etura           | La vida que te espera                | Manuel Gutiérrez Aragón |
| 2003 | Zay Nuba              | La vida mancha                       | Enrique Urbizu          |
| 2003 | Cuca Escribano        | Poniente                             | Chus Gutiérrez          |
| 2002 | Cristina Plazas       | L'illa de l'holandès                 | Sigfrid Monleón         |